# Wrap Around Joy
| Recensione                        | Giudizio        |
| --------------------------------- | --------------- |
| AllMusic                          | [ 3 ]           |
| The New Rolling Stone Album Guide | [ 4 ]           |
| Sputnikmusic                      | 4.0 (Excellent) |
| Ondarock                          | [ 6 ]           |
| Dizionario del Pop-Rock           | [ 7 ]           |
| 24.000 dischi                     | [ 8 ]           |

Wrap Around Joy è un album in studio della cantautrice statunitense Carole King, pubblicato nel settembre del 1974.

## Tracce

### LP
Lato A
Testi e musiche di Carole King e Dave Palmer.
1. Nightingale – 3:36
2. Change in Mind, Change of Heart – 4:38
3. Jazzman – 3:43
4. You Go Your Way, I'll Go Mine – 3:32
5. You're Something New – 3:05
6. We Are All in This Together – 4:05

Lato B
Testi e musiche di Carole King e Dave Palmer.
1. Wrap Around Joy – 2:57
2. You Gentle Me – 3:48
3. My Lovin' Eyes – 3:03
4. Sweet Adonis – 3:20
5. A Night This Side of Dying – 2:57
6. The Best Is Yet to Come – 3:33

## Musicisti
- Carole King - voce, tastiere, accompagnamento vocale-cori
- Dean Parks - chitarra
- Danny Kortchmar - chitarra
- Charles Larkey - basso
- Andy Newmark - batteria
- George Bohanon - strumento a fiato
- Fred Jackson Jr. - strumento a fiato
- Mike Altschul - strumento a fiato
- Chuck Findley - strumento a fiato
- Gene Goe - strumento a fiato
- Dick "Slyde" Hyde - strumento a fiato
- Ernie Watts - strumento a fiato
- Tom Scott - sassofono solo (brano: Jazzman)
- Jim Horn - sassofono solo (brano: Wrap Around Joy)
- Abigale Haness - accompagnamento vocale-cori aggiunto
- Louise Goffin - accompagnamento vocale-cori (brano: Nightingale)
- Sherry Goffin - accompagnamento vocale-cori (brano: Nightingale)
- The Eddie Kendricks Singers - cori (brano: We Are All in This Together)
- The David Campbell String Section - cori (brano: We Are All in This Together)
- Sheldon Sanov - violino
- Marcy Dicterow - violino
- Bobby Dubow - violino
- Gordon Marron - violino
- Haim Shtrum - violino
- Polly Sweeney - violino
- Tom Buffum - violino
- Maurice Dicterow - violino
- Richard Kaufman - violino
- Jay Rosen - violino
- Lya Stern - violino
- Hari Tsumura - violino
- David Campbell - viola
- Dan Neufeld - viola
- Paul Polivnick - viola
- Denyse Buffum - viola
- Jeff Solow - violoncello
- Nina de Veritch - violoncello
- Gottfried Hoogeveen - violoncello
- Fred Seykora - violoncello
- Richard Feves - contrabbasso
- Sue Ranney - contrabbasso

Note aggiuntive
- Lou Adler - produttore
- Norm Kinney - ingegnere delle registrazioni
- Milt Calice - assistente ingegnere delle registrazioni
- Chuck Beeson - direzione grafica copertina album originale
- John Casado - design e illustrazioni copertina album originale
- Richard Fegley - foto copertina album originale[9]

## Classifica
Album
| Anno | Classifica    | Posizione raggiunta |
| ---- | ------------- | ------------------- |
| 1974 | Billboard 200 | 1                   |

Singoli
| Anno | Titolo del brano | Classifica         | Posizione raggiunta |
| ---- | ---------------- | ------------------ | ------------------- |
| 1974 | Jazzman          | Billboard Hot 100  | 2                   |
| 1974 | Jazzman          | Adult Contemporary | 4                   |